# Saint-Martin-de-la-Place
Saint-Martin-de-la-Place és un municipi francès situat al departament de Maine i Loira i a la regió de País del Loira. L'any 2007 tenia 1.145 habitants.

## Demografia

### Població
El 2007 la població de fet de Saint-Martin-de-la-Place era de 1.145 persones. Hi havia 457 famílies de les quals 122 eren unipersonals (71 homes vivint sols i 51 dones vivint soles), 146 parelles sense fills, 146 parelles amb fills i 43 famílies monoparentals amb fills.
La població ha evolucionat segons el següent gràfic:
Habitants censats

### Habitatges
El 2007 hi havia 509 habitatges, 460 eren l'habitatge principal de la família, 20 eren segones residències i 29 estaven desocupats. 493 eren cases i 14 eren apartaments. Dels 460 habitatges principals, 348 estaven ocupats pels seus propietaris, 105 estaven llogats i ocupats pels llogaters i 7 estaven cedits a títol gratuït; 1 tenia una cambra, 22 en tenien dues, 66 en tenien tres, 127 en tenien quatre i 244 en tenien cinc o més. 327 habitatges disposaven pel capbaix d'una plaça de pàrquing. A 206 habitatges hi havia un automòbil i a 223 n'hi havia dos o més.

### Piràmide de població
La piràmide de població per edats i sexe el 2009 era:
| Homes | Edats   | Dones |
| ----- | ------- | ----- |
| 0     | 95 o +  | 0     |
| 0     | 90 a 94 | 4     |
| 8     | 85 a 89 | 4     |
| 4     | 80 a 84 | 12    |
| 8     | 75 a 79 | 32    |
| 32    | 70 a 74 | 24    |
| 32    | 65 a 69 | 32    |
| 20    | 60 a 64 | 32    |
| 24    | 55 a 59 | 16    |
| 36    | 50 a 54 | 32    |
| 40    | 45 a 49 | 24    |
| 40    | 40 a 44 | 52    |
| 48    | 35 a 39 | 48    |
| 28    | 30 a 34 | 64    |
| 28    | 25 a 29 | 20    |
| 24    | 20 a 24 | 8     |
| 56    | 15 a 19 | 36    |
| 48    | 10 a 14 | 48    |
| 52    | 5 a 9   | 36    |
| 36    | 0 a 4   | 28    |

## Economia
El 2007 la població en edat de treballar era de 693 persones, 521 eren actives i 172 eren inactives. De les 521 persones actives 466 estaven ocupades (253 homes i 213 dones) i 56 estaven aturades (29 homes i 27 dones). De les 172 persones inactives 75 estaven jubilades, 46 estaven estudiant i 51 estaven classificades com a «altres inactius».

### Ingressos
El 2009 a Saint-Martin-de-la-Place hi havia 466 unitats fiscals que integraven 1.201 persones, la mediana anual d'ingressos fiscals per persona era de 14.823 €.

### Activitats econòmiques
Dels 47 establiments que hi havia el 2007, 1 era d'una empresa alimentària, 3 d'empreses de fabricació d'altres productes industrials, 13 d'empreses de construcció, 10 d'empreses de comerç i reparació d'automòbils, 1 d'una empresa de transport, 6 d'empreses d'hostatgeria i restauració, 1 d'una empresa immobiliària, 6 d'empreses de serveis, 3 d'entitats de l'administració pública i 3 d'empreses classificades com a «altres activitats de serveis».
Dels 21 establiments de servei als particulars que hi havia el 2009, 1 era una oficina de correu, 4 tallers de reparació d'automòbils i de material agrícola, 3 paletes, 4 guixaires pintors, 2 fusteries, 2 lampisteries, 1 electricista, 1 perruqueria i 3 restaurants.
Dels 4 establiments comercials que hi havia el 2009, 1 era una botiga de menys de 120 m², 1 una fleca, 1 una llibreria i 1 una botiga de roba.
L'any 2000 a Saint-Martin-de-la-Place hi havia 34 explotacions agrícoles que ocupaven un total de 775 hectàrees.

## Equipaments sanitaris i escolars
L'únic equipament sanitari que hi havia el 2009 era una farmàcia.
El 2009 hi havia una escola elemental.

## Poblacions més properes
El següent diagrama mostra les poblacions més properes.